# Vic Nees
Victor (Vic) Nees (Mechelen, 8 maart 1936 – 14 maart 2013) was een Belgisch componist, dirigent en organist. Vic Nees was de zoon van beiaardier en componist Staf Nees. Nees wordt beschouwd als een van de belangrijkste Vlaamse koorcomponisten van zijn tijd.

## Levensloop
Nees kreeg de liefde voor muziek mee van zijn vader al in zeer jonge jaren. Tussen 1948 en 1958 verving hij zijn vader wanneer die op concertreis was, vaak aan het orgel van de Mechelse Onze-Lieve-Vrouw van Hanswijk-basiliek. Tijdens zijn schooljaren aan het college in Mechelen zong hij in het koor van de Sint-Romboutskathedraal onder leiding van Jules Van Nuffel. Na een jaar Letteren en Wijsbegeerte aan de Katholieke Universiteit Leuven trok hij naar het Koninklijk Vlaams Conservatorium Antwerpen, waar hij de eerste prijzen harmonie, contrapunt, fuga en compositie behaalde bij onder meer Marcel Andries, Flor Peeters, Renaat Veremans, Lodewijk Mortelmans en Jean Decadt. Hij behaalde er tevens de prijs Albert De Vleeshouwer in Flor Peeters' compositieklas. Met een regeringsbeurs vervolmaakte hij zich daarna in koordirectie bij Kurt Thomas aan de Hochschule für Musik te Hamburg. In 1964 werd hij er laureaat van de "Meisterkurs für Chorleitung".
Vanaf 1961 was Nees verbonden aan de Belgische Radio en Televisie (BRT, thans VRT), eerst als producer voor koormuziek en vanaf 1970 tot aan zijn pensioen in 1996 als dirigent van het Radiokoor (thans Vlaams Radio Koor). Van 1961 tot 1969 leidde hij het Vokaal Ensemble Philippus de Monte te Mechelen en het Ter Kamerenkoor (1963-1965) te Brussel. Eind jaren 1960 vestigde hij zich met zijn gezin in het Zonneveld in Grimbergen, waar hij tot op het einde van zijn leven woonde.
Vic Nees was een veelgevraagd jurylid bij nationale en internationale koorwedstrijden, zoals in Arezzo, Arnhem, Cork, Maasmechelen, Malta, Neerpelt, Tours-sur-Marne, Trente en Varna.
Buiten een paar kamermuziekwerken voor strijkers en blazers is zijn compositorisch werk uitsluitend gewijd aan de vocale muziek. Hij is auteur van talrijke artikels over musici en koormuziek. Nees werd in 1994 verkozen tot corresponderend lid en in 1998 tot werkend lid van de Koninklijke Vlaamse Academie van België voor Wetenschappen en Kunsten. Hij ontving tal van prijzen en onderscheidingen, waaronder in 1973 de Eugène Baie-prijs van de provincie Antwerpen voor zijn volledige koormuziek, in 1990 de AGEC-prijs (Arbeitsgemeinschaft Europäischer Chorverbände) voor zijn compositie "Regina Coeli - Blue be it" en in 1993 de Fugatrofee van de SABAM "Société d’Auteurs Belge – Belgische Auteurs Maatschappij". In 1995 ontving hij de Visser-Neerlandiaprijs en de Vondelprijs, in 2000 de "erepenning van de Marnixring" en in 2004 de Klara Carrièreprijs. Zijn composities werden uitgegeven bij (onder andere) Annie Bank, Carus Verlag, Harmonia, Möseler Verlag, Euprint en Schott Music.
Vic Nees stierf op 14 maart 2013 aan een slepende ziekte die begin 2013 toesloeg. De uitvaartliturgie heeft plaats gehad op zaterdag 23 maart 2013 in de Abdijkerk Sint-Servaas te Grimbergen.

## Composities

### Missen, oratoria, cantates en andere kerkmuziek
- 1958 - Mijn Herder is de Heer (Psalm 23)
- 1960 - Kleine geestelijke triptiek, voor gemengd koor
- 1963 - Looft den Heer in zijn heiligdom (Psalm 133), voor gemengd koor
- 1963 - Psalm 150, voor gemengd koor
- 1967 - European Stabat Mater, voor gemengd koor - tekst: A. Boone
- 1971 - Rachel, kerstcantate voor solisten, kinderkoor, gemengd koor en instrumentaal-ensemble
- 1971 - Mattheus in de rijkdom, cyclus voor gemengd koor
- 1972 - Vigilia de Pentecostes, voor gemengd koor
- 1972 - Salve Regina, voor gemengd koor
- 1975 - Laudate pueri, voor gemengd koor
- 1976 - Requiem voor een kind - tekst: H. Hensen
- 1976 - Seven madrigals, voor gemengd koor
- 1977 - Bijbelse vrouwen, voor gemengd koor
- 1977 - Zonnelied van Sint-Franciscus, voor gemengd koor
- 1980 - Magnificat
- 1981 - Gloria patri, voor zesstemmig gemengd koor en buisklokken
- 1982 - Veni sancte Spritus
- 1987 - Regina Coeli-Blue be it, voor sopraan, gemengd koor en celesta
- 1990 - Anima Christi, oratorium voor recitant, tenor, bariton, gemengd koor en acht instrumenten
- 1991 - Nuestra Señora de la solidad
- 1998 - Neusser Messe, voor gemengd koor, trompet en orgel (Opdracht van de stad Neuss)
- 2000 - Concerto per la beata Virgine, voor hobo en gemengd koor
- 2001 - Singet dem Herrn, voor sopraan solo en gemengd koor
- 2003 - Trumpet Te Deum, voor sopraan solo, twee trompetten en gemengd koor
- 2004 - Psalm 122
- 2008 - Requiem
- De profundis clamavi (Psalm 130)
- Sion

### Vocale muziek

#### Cantates
- Nausikaä, cantate voor sopraan, bariton, jeugdkoor, dwarsfluit en piano

#### Werken voor koor
- 1959 - Aloeëtte voghel clein, voor gemengd koor
- 1962 - Onder de linde
- 1964 - Vijf motetten, cyclus voor gemengd koor
- 1966 - Ik kwam er lestmaal
- 1968 - Wech op ! Wech op !
- 1969 - Gekwetst ben ik van binnen
- 1972 - Mammon, voor sopraan, 2 recitanten, gemengd koor en zeven instrumenten
- 1973 - Birds and Flowers, cyclus voor gemengd koor en dwarsfluiten
- 1973 - Hoe lustich is den Somer
- 1973 - Ik ben van nergens en overal
- 1974 - Als een duif op het dak, cyclus voor gemengd koor
- 1978 - Lesbia
- 1978-1979 - Aurora lucis, voor kinderkoor, jeugdkoor en strijkers
- 1981 - Tweeklank van aarde en water
- 1995 - Ego Flos
- A bunch of cherries, child
- Eight japanese folk-songs
- Liedjes voor de slapelozen
- Teergeliefde in tien talen
- Three Partsongs
- Trois chansons de Hollande
- Voetbalgavotte
- Zoete merronton

#### Liederen
- 1974 - Ons derde land, zangcyclus voor zangstem en piano - tekst: M. Insingel

### Werken voor orgel
- 1962 - Variaties in trio over Psalm 133
- 1966 - Christus is verrezen
- 1972 - Interludium

### Werken voor piano
- 1956 - Capriccio
- 1957 - Toccata
- 1962 - Sonatine

## Prijzen en eretitels
- Eugène Baie-prijs van de provincie Antwerpen voor zijn volledige koormuziek (1973)
- AGEC-prijs (Arbeitsgemeinschaft Europäischer Chorverbände) voor zijn werk Regina Coeli - Blue be it (1990)
- Fugatrofee van de SABAM (1993)
- Visser-Neerlandiaprijs (1995)
- Vondelprijs (1995)
- Erepenning van de Marnixring (2000)
- Klara Carrièreprijs (2004)
- Ereburger van Grimbergen (september 2012)